# Humankapital
Als Humankapital (englisch human capital) wird in den Wirtschaftswissenschaften das Leistungspotential des in Unternehmen oder anderen Personenvereinigungen vorhandenen Personals verstanden. Abzugrenzen ist das Humankapital von sozialem Kapital.

## Allgemeines
Humankapital ist die wörtliche Übersetzung des englisch human capital, eine Wortkombination aus „menschlich“ (lateinisch humanus) und „Kapital“, also etwa „menschliches Kapital“. Damit soll zum Ausdruck gebracht werden, dass es in Unternehmen neben dem bilanziellen Kapital (Eigenkapital, Fremdkapital) eine weitere, aus der Bilanz nicht unmittelbar ablesbare Größe gibt – nämlich die Arbeitskräfte. Die Vereinten Nationen definierten 1997 „Human capital“ im Rahmen ihrer Demografie- und Bevölkerungsstatistik als „produktiver Wohlstand, verkörpert durch Arbeit, Fähigkeiten und Kenntnisse.“
Das Humankapital steht im Mittelpunkt der Bildungsökonomik, bringt dort den ökonomischen Wert der Bildung zum Ausdruck und bezeichnet die Summe aller Kompetenzen, die ein Mensch im Laufe seiner Entwicklung – vor allem durch Erziehung und Bildungsprozesse – erwirbt. Auch Learning by Doing, Know-how oder Training on the job sind Lernprozesse des Humankapitals.

## Entstehungsgeschichte
Die ersten Ansätze von dem, was heute den Begriffsinhalt des Humankapitals ausmacht, stammen aus der Volkswirtschaftslehre.
Als erster versuchte William Petty im Jahre 1676, den Geldwert des „human capital“ – den Begriff benutzte er nicht – durch den Vergleich eines Soldatenlebens, das im Krieg verloren ging als gleichwertig mit den für diesen Soldaten ausbleibenden künftigen Arbeitseinkommen. Daniel Bernoulli hielt 1738 alle materiellen Vermögenswerte der Unternehmen für weniger wertvoll als deren Produktionsfähigkeit. Dies versuchte Bernoulli an einem Beispiel zu verdeutlichen. Ein Mann, der jährlich 10 Dukaten durch Betteln verdiene, werde wahrscheinlich ein Angebot von 50 Dukaten ablehnen, wenn er deswegen das Betteln aufgeben werde. Bernoulli meinte, dass die 50 Dukaten nicht sein wahres Vermögen kompensieren würden, das über das Einkommen von 10 Dukaten hinaus in der Fähigkeit bestünde, beim Betteln erfolgreich zu sein.
Adam Smith nannte 1776 in seinem Hauptwerk Der Wohlstand der Nationen vier Formen von fixem Kapital:
1. Maschinen und Werkzeuge,
2. Gebäude,
3. Verbesserungen von Grund und Boden,
4. die erworbenen, nützlichen Fähigkeiten aller Bewohner oder Mitglieder einer Gesellschaft.

Wegen der vierten Kategorie wird Adam Smith daher als ein früher Vorläufer der Humankapitaltheorie genannt. Im Wohlstand der Nationen definierte er es folgendermaßen:

“Fourthly, of the acquired and useful abilities of all the inhabitants or members of the society. The acquisition of such talents, by the maintenance of the acquirer during his education, study, or apprenticeship, always costs a real expense, which is a capital fixed and realized, as it were, in his person. Those talents, as they make a part of his fortune, so do they likewise that of the society to which he belongs. The improved dexterity of a workman may be considered in the same light as a machine or instrument of trade which facilitates and abridges labor, and which, though it costs a certain expense, repays that expense with a profit.”

„Viertens die erworbenen, nützlichen Fähigkeiten aller Bewohner oder Mitglieder einer Gesellschaft. Der Erwerb solcher Fähigkeiten durch die Aufrechterhaltung des Erwerbers während seiner Erziehung, seines Studiums oder seiner Ausbildung kostet immer einen echten Aufwand, der ein Kapital ist, das sozusagen in seiner Person festgelegt und realisiert wird. Diese Talente, die einen Teil seines Vermögens ausmachen, gehören ebenfalls zu gleichen Teilen der Gesellschaft, zu der er gehört. Die verbesserte Geschicklichkeit eines Arbeiters kann im selben Licht betrachtet werden wie eine Maschine oder ein Werkzeug, das die Arbeit erleichtert und verkürzt und das, obwohl es einen bestimmten Aufwand kostet, diesen Aufwand mit einem Gewinn zurückzahlt.“

Johann Heinrich von Thünen äußerte 1875 Bedenken, die Begriffe „Human“ und „Kapital“ simultan zu verwenden, also zu fragen, was der Mensch koste, welches Kapital in ihm enthalten sei. Für Alfred Marshall stand 1890 fest: „Das wertvollste Kapital ist das in Menschen investierte“.
Den eigentlichen Begriff des „human capital“ prägte 1928 Arthur Cecil Pigou. Es gebe einen Sachverhalt, wonach sowohl Investitionen in „human capital“ als auch in materielles Kapital möglich seien. W. Arthur Lewis gilt mit seinem 1954 erschienenen Artikel „Economic Development with Unlimited Supplies of Labour“ als einer der Begründer der Entwicklungsökonomie und des Humankapital-Konzeptes.
Milton Friedman fügte 1957 dem Vermögensbegriff {\displaystyle w} noch das Arbeitsvermögen (englisch human capital, human wealth) {\displaystyle K_{H}} als Vermögen in Gestalt menschlicher Kenntnisse und Qualifikationen hinzu. Durch die Gegenüberstellung mit dem Sachkapital {\displaystyle K_{S}} ergibt sich dann:
{\displaystyle w={\frac {K_{H}}{K_{S}}}},
wobei unter „human wealth“ der Gegenwartswert aller zukünftig erwarteten Arbeitseinkommen der Arbeitskraft zu verstehen ist. Arbeitsvermögen stellt somit die (abgezinsten), in Geld bewerteten Fähigkeiten einer Arbeitskraft dar, Einkommen zu erzielen.
Die moderne neoklassische Verwendung des Begriffs geht auf den Artikel von Jacob Mincer „Investment in Human Capital and Personal Income Distribution“ aus dem Jahre 1958 zurück. Theodore W. Schultz trug ebenfalls zur Entwicklung des Konzeptes bei. Er argumentierte 1961 im Rahmen seiner von ihm mit begründeten Humankapitaltheorie, dass die Arbeitsproduktivität durch Investitionsausgaben in Ausbildung, Gesundheit, höher qualifizierte Arbeit und Training on the job gesteigert werden könne. Die Vereinten Nationen wiesen 1962 darauf hin, dass eine Verbesserung der Situation in der Dritten Welt am wahrscheinlichsten durch den Aufbau von Know-how und die Investition in Human Capital zu bewältigen sei. Die bekannteste Anwendung des Konzepts in der Wirtschaftswissenschaft ist von Jacob Mincer und Gary Becker. Beide gehören der Chicagoer Schule an. Beckers Buch aus 1964 mit dem Titel Human Capital wurde für viele Jahre ein Standardwerk. In dieser Sicht lässt sich Humankapital behandeln, wie jedes andere Kapital (etwa Fabriken und Maschinen): Man kann darin investieren (etwa durch Bildung, Fortbildung etc.) und die Leistung des Individuums hängt zumindest teilweise von seinem Humankapital ab. Deshalb ist Humankapital ein Produktionsfaktor, bei dem höhere Investitionen zu höheren Renditen führen können. Humankapital ist substituierbar, aber nicht transferierbar, wie Land, Maschinen und Werkzeuge.
Ein historisch verwandter Begriff ist das Personalvermögen nach Gerhard E. Ortner (1982), das eine Teilmenge des Humankapitals darstellt.
Humankapital wurde in Deutschland 2004 zum Unwort des Jahres mit der Begründung gekürt, dass Menschen nur noch zu ökonomisch interessanten Größen degradiert würden. Diese Begründung offenbarte laut Wirtschaftswissenschaftlern die fehlende Fachkenntnis und den mangelhaften Überblick der Jury über diesen in der Fachliteratur positiv konnotierten Begriff (siehe unten).

## Volkswirtschaftslehre
In der Volkswirtschaftslehre ist Humankapital das in ausgebildeten und qualifizierten Arbeitskräften repräsentierte Leistungspotential der Bevölkerung (Arbeitsvermögen). Die Akkumulation von Humankapital beginnt bei der Vorschulerziehung über die betriebliche Weiterbildung und endet mit Learning by Doing. Auch wenn es weniger quantifizierbar ist, lässt sich Humankapital in vielerlei Hinsicht analog mit dem Realkapital vergleichen. Beide erhöhen die Leistungsfähigkeit einer Volkswirtschaft zur Produktion von Gütern und Dienstleistungen und beide stellen einen produzierten Produktionsfaktor dar.
Die endogene Wachstumstheorie geht davon aus, dass es nur einen Produktionsfaktor gibt, der einen umfassenderen Begriffsinhalt besitzt: das Kapital. Es ist sowohl physisch in Form des Geldkapitals oder Kapitalvermögens zu verstehen als auch als Humankapital, das auf das Geldkapital einwirkt (etwa durch Learning by Doing) und dabei der Grenzertrag bei einem zunehmenden Einsatz nicht null werden kann; hierdurch könnten permanente Wachstumseffekte erzeugt werden. Die Produktion von Humankapital erfordert den Einsatz von Humankapital {\displaystyle W} und eines Teils der Sachgüterproduktion {\displaystyle X_{w}}. Diese Produktionsfunktion ist im Romer-Modell linear-homogen,
{\displaystyle \Delta W=f(W,X_{w})},
so dass beide Faktoren sinkende Grenzerträge aufweisen.
Gegenwärtig betrachtet man zumeist Bildungsabschlüsse oder die Anzahl der absolvierten Schuljahre, um Humankapital verschiedener Bevölkerungsgruppen zu messen und zu vergleichen. In wirtschaftshistorischen Kontexten ist dies aufgrund der Datenlage und aus Gründen der Vergleichbarkeit jedoch häufig nicht nötig. Daher werden verschiedene Methoden angewendet, um Alphabetisierung oder Rechenfähigkeiten zu messen. Eine solche Methode ist Age Heaping, bei dem der Anteil derjenigen ermittelt wird, die ihr Lebensalter „korrekt“ angeben können. Diese Methode wird beispielsweise von Franziska Tollnek und Jörg Baten (2017) genutzt, um die Rolle verschiedener Berufsgruppen bei der Bildung von Humankapital zu analysieren. Sie fanden heraus, dass diese nicht nur in den Städten stattfand, sondern auch Bauern einen großen Teil zur Humankapitalbildung und somit zum wirtschaftlichen Wachstum beitrugen.
Durch das erweiterte Solow-Modell mit Einbeziehung von Humankapital bei der nach der Cobb-Douglas-Produktionsfunktion {\displaystyle Y_{t}=K_{t}^{\alpha }H_{t}^{\beta }(T_{t}L_{t})^{1-\alpha -\beta },\,\alpha +\beta <1} produziert wird, kann nahezu vollständig erklärt werden, warum manche Staaten ärmer sind als andere (siehe Solow-Modell#Empirische Anwendungen).

## Betriebswirtschaftslehre
Die volkswirtschaftliche Humankapitaltheorie war der Ausgangspunkt und das Fundament des englisch Human Resource Accounting (Mitte der 1960er Jahre in den USA) und der Humanvermögensrechnung (Mitte der 1970er Jahre in Deutschland), in denen eine Übertragung des Gedankenguts auf den betrieblichen Bereich vorgenommen wurde.
Humankapital ist in der Betriebswirtschaftslehre das Leistungspotential, das vom Personal eines Unternehmens für den Arbeitseinsatz eingebracht oder angeboten werden könnte. Das Leistungspotenzial äußert sich in der Arbeitsbereitschaft, der Qualifikation, den Erfahrungen und dem Know-how der Mitarbeiter. Ausbildung und Qualifizierung werden durch betriebliche Investitionen (Personalkosten) erreicht, die ebenfalls Humankapital genannt werden. Diese Investitionen werden bei einem Arbeitgeberwechsel erkennbar, weil der neue Arbeitgeber durch einen positiven externen Effekt von der Qualifikation des neuen Mitarbeiters profitiert.
Humankapital entsteht, wenn die Unternehmensleitung unter Einsatz des Arbeitssystems die Leistungsbereitschaft der Arbeitnehmer derart mobilisieren kann, dass durch die Arbeitsleistung ein Mehrwert erzielt wird, der über den Personalkosten liegt. Die Bildungsausgaben (Schulbildung, Berufsbildung) gelten in diesem Sinne als Investitionsausgaben für Investitionen in Humankapital. Aus den diskontierten Kosten {\displaystyle K_{H}} und Erträgen {\displaystyle E_{H}} ergibt sich der Gegenwartswert {\displaystyle V} der Investitionen in Humankapital:
{\displaystyle V=E_{H}-K_{H}}.
Demnach lohnt sich eine Investition in Humankapital, wenn der Gegenwartswert größer als Null ist.
Der Begriff betriebliches Humankapital umschreibt die nominell große Bedeutung qualifizierter und motivierter Mitarbeiter für die Wettbewerbsfähigkeit eines Unternehmens und soll eine wesentliche Grundlage moderner Unternehmens- und Personalpolitik verdeutlichen: Mitarbeiter sind nicht mehr als nur reine Produktions- und Kostenfaktoren. Um die Produktion zu steigern und Kosten zu senken, werden deshalb Leistungsbereitschaft und Fähigkeiten der Mitarbeiter sowie alle Mittel und Bemühungen, diese zu erhalten und zu stärken, mehr als bisher in den Mittelpunkt unternehmens- und personalpolitischer Zielsetzungen gerückt.
Insbesondere die operationelle Wertschätzung des Humankapitals wird zunehmen müssen, sobald die Unternehmen erkennen, dass zwar die Weltbevölkerung wächst, aber der Zugang zu geeigneten Qualifikationen einen zunehmenden lokalen Engpass darstellt. Die Verwendung des Humankapitals als reine statische Rechengröße für die Bilanzierung von ortsgebundenen Ersatzinvestitionen wird dem dynamischen unternehmerischen Ansatz nach Joseph Schumpeter und dem Produktionstheoretischen Ansatz nach Erich Gutenberg nicht gerecht. Auch künftig wird es keine einheitliche Definition des Begriffs geben. So hat sich dessen Begriffsinhalt im Zeitablauf – in Abhängigkeit von den wirtschaftlichen, politischen und gesellschaftlichen Rahmenbedingungen – stetig verändert.
In den 1970er Jahren wurde primär auf die in den Mitarbeitern verkörperten Potenziale, die dem Unternehmen durch einen Arbeitsvertrag zur Verfügung gestellt werden, fokussiert. Hintergrund war eine durch Gesellschaft und Politik vorangetriebene „Humanisierung der Arbeitswelt“, die für die Mitarbeiter eine bedeutendere Rolle in Wirtschaft und Arbeitswelt forderte. In den 1980er Jahren standen vor dem Hintergrund einer zunehmenden Bedeutung der Kapitalmärkte Fragen der Wirtschaftlichkeit des Betriebsgeschehens im Vordergrund. Im Zuge der Entwicklung und Etablierung des Personalcontrollings wurde auf Effektivitäts- und Effizienzfragen der betrieblichen Personalprozesse und Mitarbeiter fokussiert.
Ab den 1990er Jahren etablierte sich – ausgehend von der Ressourcentheorie (englisch resource based view of the firm) – das Konzept des Intellectual Capital. Die immateriellen Werte wurden als Haupttreiber des betrieblichen Erfolgs identifiziert und zunehmend anerkannt. In diesem Konzept ist das Humankapital der zentrale Faktor. So wird das Humankapital in allen Kategorisierungen des Intellectual Capital als einzige Kategorie explizit genannt. Die emotionalen Komponenten des Wirtschaftslebens werden unter anderem durch das Coaching und verschiedene Bestrebungen gegen das Mobbing gefördert. Auch einige Aspekte der Frauenpolitik und die Förderung der Familienfreundlichkeit von Betrieben wirken hier positiv. Angesichts der demografischen Entwicklung sind heute aber auch die Beiträge des Gesundheitsmanagements und einer Arbeitsgestaltung zu berücksichtigen, die es älteren – und damit mit besonderem betrieblichen, zum Teil nicht explizit formulierbarem Erfahrungswissen ausgestatteten – Beschäftigten erlauben, möglichst bis zur Altersgrenze im Betrieb zu bleiben. Auch Wissensmanagement trägt dazu bei, dieses Erfahrungswissen zu bewahren und an jüngere Beschäftigte weiterzugeben.

## Humankapital und Humanvermögen
Entsprechend ist das Humanvermögen die Summe aller Leistungspotenziale, die einem Unternehmen durch sein Personal zur Verfügung steht. Der Begriff des Humanvermögens (englisch human resource) wird als Human Resource Management (HRM) auch synonym für Personalwesen verwendet.
Das Human Capital Management (HCM) ist ein Bestandteil des HRM und hat die Aufgabe, das Humankapital (Mitarbeiter) des Unternehmens zu identifizieren, zu entwickeln und profitabel einzusetzen. Die Planung, Steuerung und Kontrolle des betrieblichen Humankapitals ist Gegenstand des so genannten „Humankapital-Managements“ (englisch Human Capital Management (HCM) oder englisch Human Asset Management). Es stellt eine Erweiterung des betrieblichen Personalmanagements (englisch Human Resource Management) dar. Für das zugehörige Berichtswesen gibt es den Begriff „Humankapital-Reporting“. Ein Schwerpunkt dieses Konzepts ist die Messung und Bewertung des betrieblichen Humankapitals.
Bei den vorhandenen Beiträgen zum Humankapital-Management wird beinahe unisono betont, dass durch Entlassungen und die Reduktion von Personalentwicklung (die zwei Hauptmaßnahmen im Personalbereich zur Steigerung der Ertragskraft) mitunter kurzfristig ein positiver Wertbeitrag erzielt werden kann, langfristig aber Wert vernichtet wird und damit die Existenz des Unternehmens gefährdet ist.
In neuerer Zeit kommt es – namentlich durch institutionalisierte Anleger wie beispielsweise Equity Fonds und Ähnlichen – zunehmend zu Unternehmensbeteiligungen, die vornehmlich am kurzfristigen Erfolg des Investments interessiert sind, also daran, dem Unternehmen rasch die kurzfristig zu realisierenden Werte zu entziehen. Ein Interesse, das Unternehmen strategisch zu entwickeln, ist bei solchen Anlegern eher nicht vorhanden (Heuschreckendebatte). Das begründet den scheinbaren Widerspruch zwischen kurzfristigem Handeln, etwa dem Personalabbau, und den Erkenntnissen zur langfristigen Bedeutung von Humankapital für den Unternehmenswert. Einige Wirtschaftsfachleute schlagen vor, anstelle von Humankapital den Begriff „Humanvermögen“ zu verwenden, da der Vermögensbegriff weit weniger negativ belegt sei als der Kapitalbegriff.
Der Begriff Humanvermögen hat sich in Deutschland in den 1970er Jahren im Zuge der Diskussion um eine Humanvermögensrechnung etabliert. Ziel dieser Rechenmodelle war es, den Wert der Mitarbeiter offenzulegen und damit die betriebliche Rechnungslegung, die Mitarbeiter traditionell nur als Kostenfaktoren betrachtet, zu ergänzen. Im Endeffekt wurde eine Bilanzierung der in den Mitarbeitern verkörperten Potenziale angestrebt.
In der Betriebswirtschaftslehre kennzeichnen Kapital und Vermögen bilanziell betrachtet denselben wirtschaftlichen Tatbestand, je aus einer unterschiedlichen Perspektive heraus. Während das Vermögen alle im Unternehmen eingesetzten Güter und Geldmittel – die Aktiva – repräsentiert, wird das Kapital als Äquivalent des Vermögens auf der Passivseite der Bilanz erfasst und gibt Aufschluss über die Herkunft der eingesetzten Mittel. Orientiert an einer bilanziellen Erfassung der Mitarbeiterpotenziale ist der Terminus Kapital unzutreffend. Neben anderen eingesetzten Größen ist es nur sinnvoll, Mitarbeiterpotenziale als Aktiva zu begreifen, womit ausschließlich der Vermögensbegriff in Frage kommen könne.
Die mehrheitliche Verwendung des (Human-)Kapitalbegriffs in Literatur und Praxis – vor allem im englischsprachigen und skandinavischen Raum – wird darauf zurückgeführt, dass der allgemeine Sprachgebrauch die bilanziell orientierte Begriffstrennung von Vermögen und Kapital nicht vornimmt und die Vorreiter und Promotoren des Humankapital-Konzepts häufig keine ausgewiesenen Rechnungswesenfachleute waren oder sind.

## Humankapital in der Datenverarbeitung
Um die Potentiale des Humankapitals aufzuzeigen und für die Betriebswirtschaft und Unternehmen nutzbar zu machen, wurden Datenverarbeitungssysteme entwickelt. Besonders früh war hier das deutsche Softwarehaus SAP, das bereits ab ca. 1980 ein System im Rahmen der ERP-Entwicklung zur Nutzung des Humankapitals entwickelte.

## Quantifizierung für Deutschland
Um den Zusammenhang von Wirtschafts- und Bevölkerungsentwicklung beschreiben zu können, gibt es verschiedene Versuche, das Humankapital finanziell zu quantifizieren. Einer der Ansätze besteht darin, die Aufwendungen zu berechnen, die notwendig sind, um einen Menschen von der Zeugung bis zur Berufsreife zu entwickeln. Entsprechende Berechnungen wurden in Deutschland z. B. durch Heinz Lampert und Georg Ewerhart durchgeführt. Die familialen Kosten für das Großziehen eines Menschen liegen demnach bei rund 300.000 DM. Hinzu kommen die Ausgaben des Staates, die sich in erster Linie auf die Ausbildung beziehen. Insgesamt errechnet sich so ein Wert der Bevölkerung im arbeitsfähigen Alter von 21 Billionen DM (1991). Dies ist deutlich mehr als das Bruttoanlagevermögen der deutschen Volkswirtschaft von rund 13 Billionen DM (1991).
In dieser Perspektive ist der Geburtenmangel seit 1970 in Deutschland eine unterlassene Investition. Von 1970 bis 2000 fehlten 9,6 Millionen Geburten im Vergleich zu dem Niveau, das für den Bevölkerungserhalt notwendig wäre. Dies entspricht in Humankapital umgerechnet 3 Billionen DM von 1970 bis 2000.

## Humankapital-Ermittlung
Im Intellectual Capital Statement (ICS) werden sämtliche Fähigkeiten, Kenntnisse, Erfahrungen, Innovationspotenzial und Talente sowie das Wissen der Mitarbeiter und Manager, die „Gehirne“ eines Unternehmens subsumiert. Durch diese Faktoren werden Informationen, Ideen und Innovationen kreativ kombiniert, um die Leistung für den Kunden und somit den Unternehmenserfolg zu optimieren. Zum Humankapital werden auch die Unternehmenswerte, -kultur und -philosophie gezählt.
Die Vermehrung von Humankapital setzt an zwei Punkten an. Einerseits beim Mitarbeiter, dessen Wissen und Fähigkeiten, die für seine Tätigkeit wichtig sind, erhöht werden sollen. Andererseits beim Unternehmen, das angeregt werden soll, mehr Mitarbeiterwissen zu nutzen, um damit Erfolge zu erzielen. VIC (Vocational Intellectual Capital) zeigt in diesem Zusammenhang, dass nicht jede Art von Wissen für das Unternehmen brauchbar und als Wertsteigerung umsetzbar ist. Der Anteil an für den Betrieb werttreibendem Wissen kann aber aktiv beeinflusst und gesteigert werden.
Im Intellectual Capital Statement wird das Hauptaugenmerk auf Mitarbeiter mit dem größten zukünftigen Erfolgspotenzial gelegt. Sollte dies noch nicht voll ausgeschöpft sein, würden Investitionen in diese Personen in Form von Schulungs- oder Weiterbildungsmaßnahmen evaluiert werden. Somit geht es einerseits um die optimale Nutzung der bestehenden Leistungsfähigkeit, andererseits um Investitionen in Entwicklungspotentiale, also zukünftige, langfristige Leistungsfähigkeit durch den Ausbau latent vorhandener, aber auch neuer Fähigkeiten. Die Rendite- bzw. Wertschöpfungsorientierung steht auch bei der Zieldefinition im VIC – im Vergleich zum ressourcen- und kostenorientierten VIC – im Vordergrund. Das bedeutet, dass alle unternehmerischen Entscheidungen im Hinblick auf Nutzen bzw. Wertschöpfungsbeitrag getroffen werden. Im Besonderen gilt das für Investitionsentscheidungen in das Humankapital. Die Möglichkeiten, die sich hier ergibt, ist, dass neben den Kosten für die Maßnahmen auch der Nutzen bewertet werden kann, und die Wertsteigerung gemessen werden kann, wobei die Quantifizierbarkeit der Defizite hier einen klaren Faktor für alle Beteiligten darstellt.

## Rendite des Humankapitals
Eine gängige Definition der Rendite des Humankapitals {\displaystyle W_{r}} lautet:
{\displaystyle W_{r}={\frac {\text{Ertrag-operative Kosten-Personalkosten}}{\text{Personalkosten}}}}.
Dabei darf nicht übersehen werden, dass eine Verringerung der Personalkosten die Rendite steigert, aber schließlich nicht durch Null dividiert werden kann. Diese mathematische Grundregel scheint bei Rationalisierungsinvestitionen in statischer Sicht außer Betracht zu bleiben.
Um der Bedeutung des Humankapitals gerecht zu werden, muss der spezifische Personalaufwand pro Produktionseinheit im Beitrag zum Umsatzerlös betrachtet werden. Die Personalrendite lässt sich wirksam steigern, wenn die operativen Kosten bei unverändertem Personalaufwand gesenkt werden. Die Aufgabenstellung ist dann nicht mehr die Reduktion der Besetzung, sondern das Steigern der Performance der agierenden Personen. Das erfordert allerdings außer ergänzenden Qualifizierungen mehr begleitende Sachinvestitionen im Gegensatz zur schlichten Desinvestition von Humankapital.

## Kontroverse um Wahl zum Unwort des Jahres
Die „Sprachkritische Aktion Unwort des Jahres“ hat den Begriff Humankapital zum deutschen Unwort des Jahres 2004 gewählt. Das Wort degradiere nicht nur Arbeitskräfte in Betrieben, sondern Menschen überhaupt „zu nur noch ökonomisch interessanten Größen“, lautete die Begründung des sechsköpfigen Gremiums. Bereits 1998 habe die Jury Humankapital als Umschreibung für die Aufzucht von Kindern gerügt. Anlass war die Aufnahme des Begriffs in eine offizielle Erklärung der EU, die damit die „Fähigkeiten und Fertigkeiten sowie das Wissen, das in Personen verkörpert ist“, definiert.
Viele Ökonomen zeigen sich entsetzt über diese Argumentation und halten sie für falsch, denn die Sprachwissenschaftler hätten die ursprüngliche Bedeutung und Intention des Begriffs nicht verstanden. Im Gegensatz zu dem Begriff Menschenmaterial (dem Unwort des 20. Jahrhunderts) sei Humankapital ein inhaltlich positiv besetzter Begriff. Wer sich mit der einschlägigen Literatur auseinandersetze, würde schnell feststellen, dass das Humankapital im ursprünglichen Sinn als Erfolgsfaktor, Ressource oder Potential angesehen wird, das maßgeblich die zukünftige Entwicklung und den künftigen Unternehmenserfolg bestimme bzw. auf volkswirtschaftlicher Ebene den Wohlstand ganzer Nationen. Ausschließliche Voraussetzung sei ein entsprechendes Humankapital-Management, also die Planung, Steuerung und Kontrolle von Humankapital. Es finde also durch die Begriffsverwendung keine Abwertung des Menschen, sondern vielmehr seine Aufwertung bei gleichzeitiger Versachlichung statt.
Nach Meinung des Wirtschaftswissenschafters Michael Gebauer „fehlte (der Jury) offensichtlich ökonomischer Sachverstand“. Christian Scholz, Professor für Betriebswirtschaftslehre, kommentierte die Entscheidung wie folgt: „Der Beitrag der Unwort-Jury […] war leider nur der zynische Versuch einer kontraproduktiven Denunziation eines konstruktiven Weges im Personalmanagement: weg vom rein negativ belegten Begriff der Mitarbeiter als Verursacher von Personalkosten hin zu einem positiv belegten Begriff der Mitarbeiter als Wert des Unternehmens.“
Auch weisen viele Humankapital-Verfechter explizit darauf hin, dass z. B. Entlassungen oder Kürzungen langfristig ein Sinken des Unternehmenswertes bewirken. Wird Personalentwicklung vor dem Hintergrund der kurzfristigen Ergebnisverbesserung betrieben, sehen sie in der Vernichtung von Humankapital auch volkswirtschaftlichen Schaden.

## Wirtschaftliche Aspekte
Das Arbeitseinkommen einer Arbeitskraft ergibt sich insbesondere aus dem individuellen Humankapital, der Anstrengung und der Arbeitszeit. Alle drei Aspekte liegen allerdings außerhalb des Kontrollbereichs der Arbeitskraft. Das Humankapital kann durch exogene Faktoren wie technischer Fortschritt, Krankheit oder Lebensalter an Wert verlieren, so dass das künftige Arbeitseinkommen mit Ungewissheiten verbunden ist. Arbeitskräfte mit einem hohen oder spezifischen Humankapital werden im Regelfall länger nach einem neuen Arbeitsplatz suchen müssen als Personen mit einem geringen Humankapital. Deshalb benötigen sie eine längere Wartezeit, die mit mehr Kaufkraft überbrückt werden muss. Dies führt zu einer höheren Geldnachfrage, wobei die geringe Substitutionselastizität zum Sachkapital berücksichtigt wird.
Im Falle von Naturkatastrophen in den Vereinigten Staaten (USA) war der am Humankapital verursachte Schaden durch Schulausfälle, veränderte Lebenswege und dergleichen in der Vergangenheit in der Höhe mit den jeweiligen Gesamtschäden an Gebäuden und Infrastruktur vergleichbar.